# Lobaye (commune)
Pour les articles homonymes, voir Lobaye.
Lobaye est une des treize communes de la préfecture de Lobaye (République centrafricaine). Elle est traversée par la rivière Lobaye, et bordée au sud-est par la rivière Mbaéré, qui la sépare le la commune de Mbaéré (Sangha-Mbaéré). Le centre de la commune est le village de Ngotto.

## Villages
La commune rurale de Lobaye est constituée d’une cinquantaine de villages: Aya, Bakanké, Bagbaya, Bagoua, Bamboundji, Bambio (Lobaye), Banga, Batali, Bokiti-Ouenzé, Bokoumba, Bolangana, Bomandoro, Bomango, Bombale, Bombiti, Bondjogo, Bondoy 1, Bongbé, Bossoui, Botembeli, Botoro 1, Botoro 2, Boua, Boulay 1, Boulay 2, Boulay 3, Boundara, Camp Bango, Damale, Dana Kobole, Deux-Pont, Gbadere, Grima, Katebombale, Kéli 1, Kéli 2, Kénengué-Ngotto, Kénengué-Bomango, Konengué, Kpéli, Kpo, Kpongbo, Mbai, Moustapha, Ndanga Sial, Ngotto, Ngoula, Poutem, Samandoro, Yaba, Zonguéné, Zoutoro